# Manhay
Manhay (en való Manhé) és un municipi belga de la província de Luxemburg a la regió valona. L'1 de gener del 2024 tenia 3.717 habitants.
Des de 2001 hi ha un centre de refugiats de la Creu Roja.

## Localitats
El municipi està dividit en sis seccions que aplega els municipis:
- Dochamps: Forge-à-l'Aplé, Freyneux, Lamorménil
- Grandménil: Chêne-al'Pierre, La Fosse, Manhay
- Harre: Deux-Rys, Fays, La Fange, Roche-à-Frêne
- Malempré: Xhout-si-Plout
- Odeigne: Oster
- Vaux-Chavanne